# Agostino Bajocco
Agostino Bajocco (San Valentino in Abruzzo Citeriore, 11 ottobre 1828 – San Valentino in Abruzzo Citeriore, 16 aprile 1920) è stato un politico italiano.
Schierato con Giuseppe Zanardelli, viene eletto deputato dopo una lunga battaglia a favore dell'unificazione italiana. È stato sindaco del suo paese e di Manoppello e consigliere provinciale di Chieti. Cultore appassionato di studi storici, la sua biblioteca di quasi 400 volumi, di grande pregio, è stata donata dai discendenti alla biblioteca comunale di San Valentino.